# ورزشگاه آنتونا مالاتینسکهو
ورزشگاه آنتونا مالاتینسکهو یک ورزشگاه فوتبال است که در ترناوا اسلواکی قرار دارد. مسابقه‌های خانگی تیم فوتبال اسپارتاک ترناوا و تیم ملی فوتبال اسلواکی در این ورزشگاه برگزار می‌شوند. گنجایش ورزشگاه نیز ۱۹٬۲۰۰ تماشاگر است که شامل ۱۵۰۰ صندلی جایگاه ویژه می‌شود.